# 301년

## 연호
- 서진(西晉) 영강(永康) 2년 / 영녕(永寧) 원년

## 기년
- 서진(西晉) 혜제(惠帝) 12년
- 신라(新羅) 기림 이사금(基臨泥師今) 4년
- 고구려(高句麗) 미천왕(美川王) 2년
- 백제(百濟) 분서왕(汾西王) 4년

## 사건
- 9월 3일 성 마리누스가 산마리노를 건국

## 사망
서진의 황족 사마륜